# Walter Donaldson
- Artikeln handlar om kompositören Walter Donaldson. Se även Walter Donaldson (snookerspelare).

Walter Donaldson, född den 15 februari 1893 i Brooklyn, New York, död den 15 juli 1947 i Santa Monica, Kalifornien, var en amerikansk populärkompositör.
Donaldson hörde till mellankrigstidens mest produktiva låtskrivare. Han verkade först i New York, men vid ljudfilmens ankomst flyttade han till Hollywood och skrev musik till en lång rad filmer.
Till Donaldsons mest kända kompositioner hör "Yes Sir, That's My Baby", "My Blue Heaven", "Makin' Whoopee" och "My Baby Just Cares For Me".